# Andreas Schröder
Andreas Schröder (Jena, 8 luglio 1960) è un ex lottatore tedesco, specializzato nella lotta libera.

## Palmarès

### Olimpiadi
- 1 medaglia:
  - 1 bronzo (Seul 1988 nei pesi supermassimi)